# بالون (کمون)
بالون (به فرانسوی: Ballans) یک کمون (فرانسه) در فرانسه است که در شرانت-ماریتیم واقع شده‌است. بالون ۶٫۹۴ کیلومتر مربع مساحت دارد ۷۲ متر بالاتر از سطح دریا واقع شده‌است.